# Seriola
Seriola es un género de peces marinos de la familia Carangidae incluida en el orden Perciformes.

## Especies
- Seriola aureovittata
- Seriola carpenteri
- Seriola dorsalis
- Seriola dumerili
- Seriola fasciata
- Seriola hippos
- Seriola lalandi
- Seriola peruana
- Seriola quinqueradiata
- Seriola rivoliana
- Seriola zonata